# Абануб
Святий Абану́б Нехі́ський (Abanop, Abanoub, копт. Ⲁⲃⲃⲁ Ⲁⲡⲁⲛⲟⲩⲃ; † 4 століття, Єгипет), єгипетський отрок-мученик, шанований у католицизмі та православ'ї, і особливо в Коптській Православній церкві. Його пам'ять вшановується 31 липня (21 авіва за коптським календарем).

## Життєпис
Абануб народився в християнській родині коптів у місті Нехі́са (Нахі́сі) у дельті річки Ніл у Єгипті. Мав лише 12 років, коли був замучений римським правителем. 

## Канонізація
Канонізований у часи раннього Християнства. 960-го року його мощі було перенесено до коптської церкви Діви Марії та св. Абануба, Саманаїд, Гарбія, Єгипет